# Rmdir

rmdir (remove directory) — команда в операционных системах DOS, UNIX, Windows, которая удаляет каталог из файловой системы. Эту команду также понимает большинство FTP-серверов.
Unix чувствителен к регистру букв, поэтому в команде нельзя использовать прописные буквы. В DOS не имеет значения, строчными или прописными буквами написана команда. Пример использования:
rmdir имя_каталога
где имя_каталога соответствует каталогу, который вы хотите удалить. В Unix существуют также ключи (параметры) для этой команды, например -p, при использовании с этим ключом удаляются также каталоги высшего уровня, если они пустые, например:
rmdir -p foo/bar/baz
Сначала будет удален каталог baz/, затем bar/ и в конце foo/, таким образом будут удалены три каталога, записанные в аргументе.
rmdir не удалит каталог, если он не пустой. Для удаления рекурсивно всего содержания каталога используется команда rm. Например:
rm -r foo/bar/baz
Для того, чтобы сделать это в DOS, используйте deltree, или же rd /s имя_каталога в Windows.